# Mia Engberg
Eva Marie Engberg, detta Mia (Stoccolma, 26 settembre 1970), è una regista, produttrice cinematografica e sceneggiatrice svedese.
Dal 1994 al 1997 ha frequentato il Dramatiska Institutet di Stoccolma. Il suo documentario di mezz'ora The Stars We Are è stato candidato per un Guldbagge nel 1998 nella categoria "miglior cortometraggio".
La Engberg è stata autrice e produttrice dei cortometraggi Dirty Diaries (2009).
Il documentario autobiografico Belleville Baby ha vinto il premio per il documentario al Tempo Documentary Festival nel 2013. Al festival ha anche ricevuto la borsa di studio "Mai Zetterling" del Konstnärsnämndet. Belleville Baby ha anche avuto la nomination come miglior documentario al Guldbagge 2014.

## Pornografia al femminile
La Engberg è l'ideologa capostipite di un movimento culturale che promuove una pornografia basata sul punto di vista femminile in risposta a quella classica maschilista. Partendo dal discusso Come Together, cortometraggio di 3 minuti girato con un telefono cellulare in cui riprendeva primi piani di donne che si masturbavano e raggiungevano l'orgasmo, presentato nel 2006 al Festival del Cinema di Stoccolma, la regista svedese ha sintetizzato il suo pensiero in un manifesto di dieci punti ed ha lanciato un appello ad altre registe e attiviste scandinave affinché anch'esse girassero altrettanti cortometraggi pornofemministi. Le regole imposte erano due: gli attori doveveno essere maggiorenni e il cortometraggio non doveva durare più di quindici minuti. Così nel 2009 è nato Dirty Diaries, un'antologia di dodici cortometraggi pornofemministi, finanziati dello Svenska Filminstituten, organizzazione svedese che eroga finanziamenti statali per il cinema.

## Il Manifesto del porno al femminile
Questi i dieci punti del Manifesto:
1. Siamo belle come siamo. Al diavolo gli ideali di bellezza malati! Odiando profondamente se stesse, le donne consumano molta della loro energia e sviliscono la propria creatività. L’energia che potrebbe essere diretta all’esplorazione della nostra sessualità e del potere che abbiamo, viene prosciugata da diete e cosmetici. Non lasciare che i poteri commerciali controllino i tuoi bisogni e desideri.
2. Difendi il diritto di essere arrapata. La sessualità maschile è considerata una forza della natura che va soddisfatta a tutti i costi. Quella delle donne viene accettata solo se si adatta ai bisogni dell’uomo. Sii arrapata a modo tuo.
3. Una brava ragazza è una ragazza cattiva. Ci hanno nutrite del cliché culturale per cui le donne sessualmente attive e indipendenti sono o pazze o lesbiche e quindi pazze. Vogliamo vedere e fare film in cui Betty Blue, Ophelia e Thelma & Louise alla fine non devono morire.
4. Distruggi capitalismo e patriarcato. L’industria del porno è sessista perché viviamo in una società patriarcale e capitalista. Si arricchisce dei bisogni che la gente ha di sesso ed erotismo e nel farlo sfrutta le donne. Per combattere il pornosessismo devi distruggere capitalismo e patriarcato.
5. Sconce quanto ci pare. Godi, decidi o lascia perdere. Di’ NO quando ti pare, per essere in grado di dire Sì quando vuoi TU.
6. L’aborto legale e libero è un diritto umano! Tutti hanno il diritto al controllo del proprio corpo. Ogni anno milioni di donne subiscono gravidanze non volute e muoiono per aborti illegali. Fanculo la morale buona solo a predicare contro il controllo delle nascite e l’informazione sessuale.
7. Combatti il vero nemico! La censura non può liberare la sessualità. Fintanto che le immagini sessuali sono tabù, l’immagine della sessualità delle donne non potrà cambiare. Non attaccate le donne perché mostrano il sesso. Attaccate il sessismo che cerca di controllare la nostra sessualità.
8. Sii queer! Chi si oppone all’erotismo spesso è omofobico e spessissimo è transfobico. Noi non crediamo nella lotta tra i sessi ma nella lotta contro i sessi. Identificati col genere che vuoi e fai l’amore con chi ti pare. Sessualità è diversità.
9. Usa protezioni. “I’m not saying go out an’ do it, but if you do, strap it up before you smack it up” [non dico di uscire e andare a scopare, ma se scopi, coprilo prima di fartelo sbattere dentro] Missy Elliot.
10. Fai da te. L’erotismo è buono e ne abbiamo bisogno. Siamo fermamente convinte che sia possibile creare un’alternativa all’industria pornografia mainstream facendo i film sexy che ci piacciono”.

## Filmografia

### Regia
- 1997 – Kött är mord
- 1998 – Parkside Girls
- 1998 – The Stars We Are
- 1999 – Manhood
- 2002 – Selma & Sofie
- 2003 – Bitch & Butch
- 2005 – 165 Hässelby
- 2006 – Come Together
- 2007 – Städerskan
- 2009 – Dirty Diaries
- 2013 – Belleville Baby

### Scritture
- 1998 – The Stars We Are
- 2002 – Selma & Sofie
- 2009 – Dirty Diaries
- 2013 – Belleville Baby

### Produzioni
- 2008 – Stranden
- 2009 – Dirty Diaries

## Premi e riconoscimenti
Guldbagge
- 1997: - Candidatura miglior cortometraggio - The Stars We Are
- 2013: - Miglior documentario - Belleville Baby